# De Kleine Molen (Stiens)
De Kleine Molen (Fries: De Lytse Mûne), ook Binnema Molen genoemd, is een poldermolen in het Friese dorp Stiens in de Nederlandse gemeente Leeuwarden.

## Beschrijving
De Kleine Molen is een maalvaardige grondzeiler, die van oorsprong uit 1913 dateert. In 1987 werd hij eigendom van de Stichting De Fryske Mole, die de molen liet restaureren en herplaatsten op zijn huidige locatie aan de zuidwestrand van het dorp Stiens, nabij de N367. Daar fungeert hij naast een elektromotor als inmaler voor de voormalige polder Binnema. Het water wordt opgevoerd met een waaierpomp.
Met een vlucht van 9 meter is De Kleine Molen te beschouwen als de kleinste achtkante molen van Nederland. Hij is op afspraak te bezichtigen.

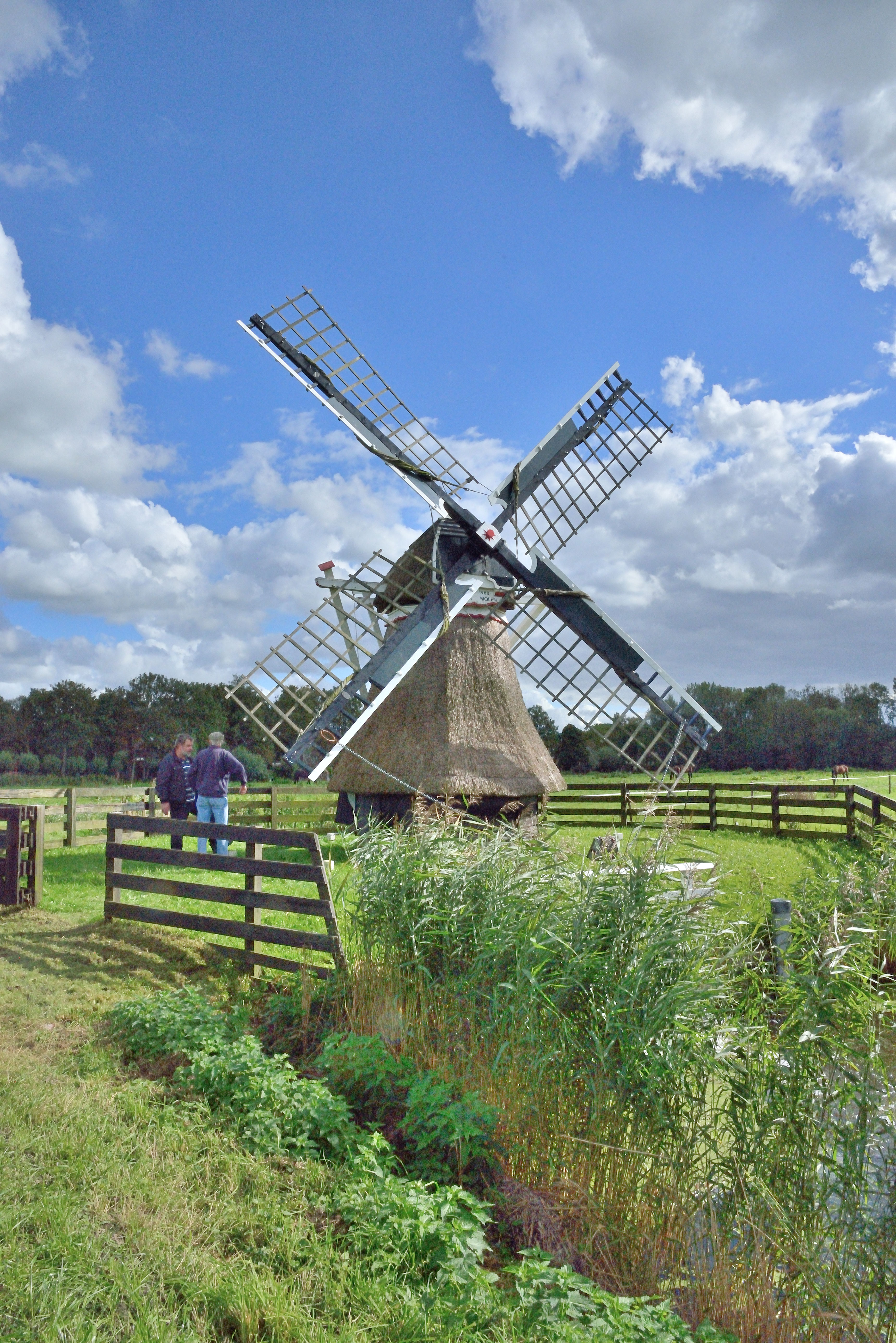
September 2015

De gietijzeren bovenas is 9 meter lang en in 1986 gegoten door de firma Hardinxveld-Giessendam met nummer 9. De molen heeft een voeghouten kruiwerk en wordt gevangen met een stalen bandvang. De vangbalk wordt bediend met een wipstok en rust bij een gelichte vang op een duim.

## Overbrengingen
- De overbrengingsverhouding is 1 : 6.
- Het bovenwiel heeft 27 kammen en de bovenbonkelaar 15 kammen. De koningsspil draait hierdoor 1,8 keer sneller dan de bovenas. De steek, de afstand tussen de kammen, is 9 cm.
- De onderbonkelaar heeft 25 kammen en het asrad 15 kammen. Deze as draait hierdoor 1,67 sneller. Aan het eind van deze as zit een conisch, ijzeren rad met 40 tanden dat het conische, ijzeren rad met 20 tanden op de as naar de waaierpomp aandrijft. Deze wateras draait hierdoor 3,33 keer sneller dan de koningsspil en 6 keer sneller dan de bovenas. De steek is 7 cm.